# Vlag van Liesveld

Vlag van de gemeente Liesveld
(1986-2013)

De vlag van Liesveld is op 17 juni 1986 vastgesteld als de officiële gemeentelijke vlag van de Zuid-Hollandse gemeente Liesveld. De vlag wordt als volgt beschreven:
geel, met uit de onderrand uitkomend vier schuin geplaatste parallelle banen wit - zwart - blauw - rood met een breedte van 1/5 van de vlaghoogte en een onderlinge afstand van 1/15 van de vlaghoogte, waarvan de rode baan de vluchthoek raakt en waarvan de top reikt tot 2/3 van de vlaghoogte; de top van de witte baan reikt tot de helft van de vlaghoogte.
De vlag heeft de kleuren van de wapens van de voorgangers van de gemeente. De vier banen stellen de gemeenten Streefkerk, Groot-Ammers, Nieuwpoort en Langerak voor, waaruit de gemeente Liesveld is ontstaan. De banen geven de geografische ligging van deze voormalige gemeenten weer langs de rivier de Lek. De vlag is ontworpen door Jan Maurice.
Op 1 januari 2013 is Liesveld opgegaan in de fusiegemeente Molenwaard. De vlag is daardoor als gemeentevlag komen te vervallen. Sinds 1 januari 2019 maakt het gebied deel uit van de gemeente Molenlanden.

## Verwante afbeeldingen

Het Wapen van Liesveld

Alkemade 
· Ameide 
· Ammerstol 
· Arkel 
· Asperen 
· Benthuizen 
· Bergambacht 
· Bergschenhoek 
· Berkel en Rodenrijs 
· Bernisse 
· Binnenmaas 
· Bleiswijk 
· Bleskensgraaf en Hofwegen
· Bodegraven 
· Boskoop
· Brielle 
· Cromstrijen 
· De Lier 
· Delfshaven 
· Dirksland 
· Everdingen 
· Geervliet 
· Giessenburg 
· Giessenlanden
· Goedereede 
· Goudswaard 
· Graafstroom 
· 's-Gravendeel 
· 's-Gravenzande 
· Groot-Ammers
· Hagestein 
· Haastrecht 
· Hazerswoude 
· Heenvliet 
· Heerjansdam 
· Hei- en Boeicop
· Heinenoord
· Hellevoetsluis 
· Hillegersberg
· Jacobswoude
· Kamerik
· Korendijk
· Koudekerk aan den Rijn
· Krimpen aan de Lek
· Langerak
· Leerdam
· Leidschendam
· Leimuiden
· Lexmond
· Liemeer
· Liesveld
· Maasland
· Middelharnis
· Mijnsheerenland
· Moerhuizen
· Moerkapelle
· Molenwaard
· Monster
· Moordrecht
· Naaldwijk
· Nederlek
· Nieuw-Beijerland
· Nieuwerkerk aan den IJssel
· Nieuw-Lekkerland
· Nieuwpoort
· Nieuwveen
· Noordwijkerhout
· Nootdorp
· Numansdorp
· Oostflakkee
· Oostvoorne
· Oud-Alblas
· Oud-Beijerland 
· Oude-Tonge 
· Oudenhoorn 
· Ouderkerk 
· Ouderkerk aan den IJssel
· Overschie
· Piershil 
· Pijnacker 
· Poortugaal 
· Puttershoek 
· Reeuwijk 
· Rhoon 
· Rijnsaterwoude 
· Rijnsburg 
· Rijnwoude 
· Rockanje 
· Rozenburg 
· Sassenheim 
· Schelluinen 
· Schipluiden 
· Schoonhoven 
· Schoonrewoerd 
· Sommelsdijk 
· Spijkenisse 
· Streefkerk 
· Strijen 
· Ter Aar 
· Valkenburg 
· Vianen 
· Vierpolders 
· Vlist 
· Voorburg 
· Voorhout 
· Warmond 
· Wateringen 
· Westmaas 
· Westvoorne 
· Woerden 
· Woubrugge 
· Zederik 
· Zevenhoven 
· Zevenhuizen 
· Zevenhuizen-Moerkapelle 
· Zuid-Beijerland 
· Zuidland 
· Zwammerdam 
· Zwartewaal